# Mycetochara bicolor
Mycetochara bicolor es una especie de escarabajo del género Mycetochara, familia Tenebrionidae, orden Coleoptera. Fue descrita científicamente por Couper en 1865.
La especie se mantiene activa durante los meses de mayo, junio y julio.

## Distribución
Se distribuye por Estados Unidos, Canadá y Georgia.